# Aalders Lang Meadow
Aalders Lang Meadow – łąka (meadow) w kanadyjskiej prowincji Nowa Szkocja, w hrabstwie Hants, na południowy zachód od miejscowości Windsor; nazwa urzędowo zatwierdzona 25 września 1975. Nazwa łąki pochodzi od nazwiska Aalders, które nosił Peter Aalders i jego męscy potomkowie.